# 세야구
세야구(일본어: 瀬谷区)는 일본 가나가와현 요코하마시를 구성하는 18개 구 중 하나이다.

## 지리
요코하마시의 서쪽에 위치한다. 북쪽으로 미도리구, 동쪽으로 아사히구, 남쪽으로 이즈미구와 접하고 서쪽으로 야마토시와 접한다.

## 교통

### 철도
- 사가미 철도 본선

### 도로
- 도메이 고속도로
- 국도 16호선
- 국도 246호선